# Abdij van Waulsort

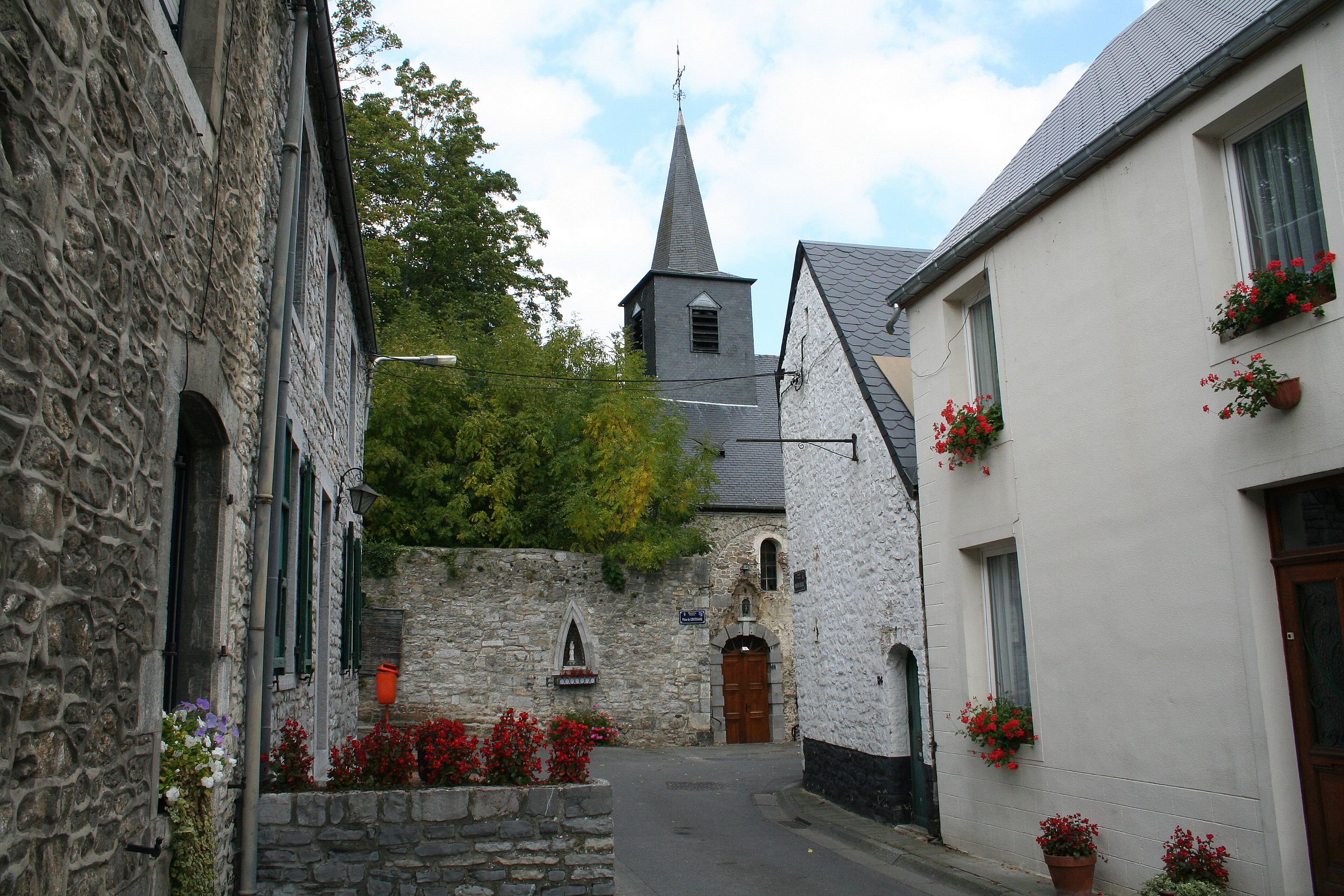
Romaanse kerk uit de 11e eeuw in Waulsort.

De abdij van Waulsort was een abdij, die langs de Maas in Waulsort, een deelgemeente van Hastière in het Graafschap Namen, was gelegen. Tijdens de Franse Revolutie werd de abdij verwoest en al wat nog rest is een ruïne. 
Deze abdij voor Schotse en Ierse monniken werd in 946 gesticht door Albert de Ribémont, heer van Florennes. De eerste abt was Maccalin. Daarna volgde Cathroé, die afkomstig was van van de abdij van Fleury. Forannan werd in 962 abt en introduceerde de Regula Benedicti. Vanuit Waulsort werd in de 8e eeuw de Sint-Laurentiusabdij  in Anthisnes gesticht, die in de 17e eeuw aansloot bij de Sint-Laurentiusabdij van Luik. Waulsort had zich voorheen al aangesloten bij de abdij van Hastière. Beide abdijen waren platgebrand door het hugenotenleger van Jean de Hangest op 18 oktober 1568. Alleen Waulsort kende een echt herstel.

## Referentie
- Dit artikel of een eerdere versie ervan is een (gedeeltelijke) vertaling van het artikel Abdij_Waulsort op de Limburgstalige Wikipedia, dat onder de licentie Creative Commons Naamsvermelding/Gelijk delen valt. Zie de bewerkingsgeschiedenis aldaar.